# Туран (танк)
Вижте пояснителната страница за други значения на Туран.
„Туран“ (40M Turán) е унгарски среден танк от времето на Втората световна война. Създаден е на основата на „Т-21“, разработвана от Чехословакия модификация на танка LT vz.35. До края на бойните действия са построени общо 424 машини.

## Разработка
През 1937 г. Чехословакия разработва нов танк Škoda Š-IIc на основата на успешния LT vz.35 с маса 18 t и 47-mm оръдие. След анексирането на страната през 1938 г. от Нацистка Германия работата по новата машина е продължена вече под името Т-21. (T = танк, 2 = среден, 1 = 1-ви вариант).  В началото на 1940 г. на унгарските конструктори е представен опитен образец на Т-21, който през юни същата година преминава през успешни изпитания на полигона Хонведшег. Тъй като за германската страна танкът не представлява интерес, на 7 август 1940 г. с Унгария е подписан лицензионен договор за производството на нов танк на основата на Т-21 (според някои източници – основата е модернизираната версия – Т-22). На 3 септември 1940 г. танкът е приет в унгарската армия под името „Туран“ – в чест на митичната прародина на маджарите в Средна Азия.
Чертежите за новия танк обаче се забавят до пролетта на 1941 г., появяват се трудности и в производството и първите танкове постъпват в армейските части едва през май 1942 г.

## Техническо описание

### Корпус
Корпусът и куполата на танка са изградени от валцувани бронирани листове, съединени с нитове. Дебелината на бронята на челните листове на корпуса и куполата е 50 – 60 mm, на бордовете и задната част на корпуса – 25 mm, дъното и горната част на корпуса – 25 и 8 mm. Компоновката е класическа – в предната част на корпуса се намира отделението за управление, в средната част, където е куполата – бойното отделение и в задната част – моторно-трансмисионното отделение. В предната лява част е разположен картечар, а вдясно от него е механик-водачът. В купола вдясно се намират командирът и мерачът, а вляво – пълначът.
От 1944 г. на танковете и самоходните оръдия на тяхната основа се монтират 8-mm защитни екрани на бордовете и куполата от решетъчен тип.

### Ходова част
Ходовата част от всяка страна се състои от 8 гумирани опорни ролки, които са сдвоени в 4 тельожки, 4 гумирани поддържащи ролки, водещо и направляващо колело. Между направляващото колело и първата двойка опорни ролки е разположено допълнителна сдвоена ролка, облекчаваща преодоляването на вертикални препятствия. Окачването е с листови ресори. Водещото колело е разположено в задната част, а направляващото в предната.

### Въоръжение
Основното въоръжение на танка се състои от 40-mm оръдие 41M/L51 MAVAG с боекомплект от 101 изстрела, което заменя оригиналното 47-mm оръдие на Т-21. Тъй като то се оказва доста слабо за борба със съвременните танкове, на модификацията Turán II е монтирано късоцевно 75-mm оръдие 41M/L25 MAVAG с боекомплект 56 изстрела.
Като допълнително въоръжение танкът разполага с две 7,92-mm картечници Gebauer 1934/40.M – едната е сдвоена с оръдието, а другата е монтирана в челния брониран лист на борда. Боекомплектът за картечниците е 3000 патрона.

### Двигател и трансмисия
Двигателят е 8-цилиндров V-образен карбураторен двигател Manfred Weiss Z – Turan с мощност 265 к.с. при 2200 об/мин. Двигателят и трансмисията са разположени в задната част на корпуса. Резервоарът е с обем 265 l, обезпечаващ 165 km запас на ход.
Трансмисията се състои от многодисков фрикцион със сухо триене, 6-скоростна кутия, планетарен механизъм за завиване. Управлението се осъществява чрез пневматичен сервопривод, като е предвиден и резервен механичен привод.

### Оборудване
За наблюдение се използват 6 перископични триплексови призми. Танкът е оборудван с радиостанция R/5a, която се намира в лявата част на куполата. Командирските версии на танковете разполагат с допълнителна радиостанция R/4T, с антена, която е изведена в задната част на корпуса.

## Модификации

### 40M Turán
Известен е и като Turán I. Това е първоначална версия на танка, разработена на основата на експерименталния чехословашки модел Т-21. За разлика от оригинала чехословашкото въоръжение е заменено с унгарско – 47-mm оръдие Škoda A9 vz. 38 е заменено с 40-mm оръдие 41M/L51 MAVAG, а 7,92-mm картечници ZB-53 vz. 37 на Zbrojovka Brno са заменени с унгарските 7,92-mm картечници Gebauer 1934/40.M. Бронировката е усилена, променени са командирската куполка и оптиката, както и двигателят и охлаждащата система. Общо от тази версия са произведени 285 машини.

### 40M Turán R.K.
Командирска версия на 40M Turán. Известен е и като Turán I R.K.. Добавена е допълнителна радиостанция R/4T за сметка на намален боекомплект. Куполата и командирската куполка са преработени и с увеличена височина.

### 41M Turán 75
Известен е и като Turán II. Разработката му започва още през 1941 г. преди пускането в серийно производство на 40M Turán. С цел подобряване огневата мощ на танка по подобие на германския Panzerkampfwagen IV на него се монтира късоцевно 75-mm оръдие 41.M/L25 MAVAG. Боекомплектът е намален на 56 изстрела. Масата му нараства на 19,2 t. Приет е на въоръжение през 1942 г., а серийното му производство започва през 1943 г. Общо от тази версия са произведени 139 машини.

### 43M Turán II
Командирска версия на Turán II. Оборудван е с 3 радиостанции – унгарските R/5a, R/4T и германската FuG 16. Оръдието и сдвоената картечници са премахнати и заменени с дървени макети.

### 44M Turán III
Опитна разработка с дългостволно 75-mm оръдие с дулен спирач от края на 1943 г. Построен е само един екземпляр.

### 44M Zrínyi I
Самоходно 75-mm щурмово оръдие с дължина 43 калибъра, разработено през 1944 г. Построен е само един прототип.

### 43M Zrínyi II
Самоходна артилерийска установка, въоръжена със 105-mm 40M L/20 гаубица с боекомплект 42 изстрела. Екипажът е от 4 души. Наименована е в чест на Миклош Зрини (1506 – 1564), отличил се във войните срещу Османската империя и защитата на Сигетвар. Произведени са между 40 и 66 машини.

## Бойно използване
Танковете Turán I постъпват в унгарската армия през 1942 г., а Turán II през 1943 г. С тях са окомплектовани 1-ва и 2-ра танкови дивизии и 1 кавалерийска дивизия. Активни бойни действия танковете започват едва през 1944 г. в Галиция. На 17 април 1-ва танкова дивизия контраатакувала войските на РККА в направление от Солотвино към Коломия. Това е първото сражение с използване на танкове Turán, като при него са загубени 30 машини. След сражения през август-септември 1944 г. в района на Станислав и понасяне на тежки загуби 1-ва танкова дивизия е изтеглена в тила. 1-ва кавалерийска дивизия се сражава през юни 1944 г. в Източна Полша. При отстъплението си губи всичките си танкове и е изтеглена в Унгария.
През октомври 1944 г. и трите бойни формации, използващи танкове Turán, се сражават в района на Дебрецен, където задържат временно настъплението на съветската армия на рубежа на река Тиса. От 30 октомври участват в боевете за Будапеща и към април 1945 г. танковите съединения прекратяват съществуването си.

### В българската армия
До 9 септември 1944 г. в българската армия не са доставяни унгарски танкове и самоходни оръдия. По време на втората фаза на т.нар. Отечествена война 1944 – 45 г. на Първа българска армия от складовете на Трети украински фронт на 17 март 1945 г. е предаден един трофеен танк от командирската версия 40M Turán R.K. Зачислен е към Първа армейска бронирана дружина като танк „Венгер“. Заедно с две италиански трофейни 47-mm самоходни артилерийски установки Semovente da 47/32 (заведени като „бронирана кола СПА“) е формиран лек брониран разузнавателен взвод към разузнавателната рота на Бронираната дружина. След края на войната вероятно танкът е бракуван и претопен.

## Цитирана литература
- Барятинский, М. Танки Хонведшега //  Моделист-конструктор 3 (60).   2005. (на руски)
- Шмелев, И. П. Бронетанковая техника Венгрии (1940 – 1945) //  .   М-Хобби, 1995. (на руски)
- Быстров, Алексеи Александрович. Танки.1916 – 1945: Иллюстрированная энциклопедия.   ОЛМА Медиа Групп, 2002. ISBN 5786700720. (на руски)
- Матев, К. Бронетанкова техника 1935 – 1945.   Анжела, 2000. ISBN 954-90587-7-8. (на български)
- Restayn, Jean. WWII Tank Encyclopaedia in Color 1939 – 45. Casemate Pub & Book Dist Llc, 2008, ISBN 978-2-915239-47-8.
- Танки мира, Смоленск, Русич, 2001, с. 110 – 111